# Émondeville
Émondeville är en kommun i departementet Manche i regionen Normandie i norra Frankrike. Kommunen ligger i kantonen Montebourg som tillhör arrondissementet Cherbourg. År 2022 hade Émondeville 342 invånare.

## Befolkningsutveckling
Antalet invånare i kommunen Émondeville
| Referens: INSEE |